# Rubcovskij rajon
Il Rubcovskij rajon (in russo Рубцовский район?) è un rajon del kraj dell'Altaj, nella Russia asiatica.